# Chronologie de Douala

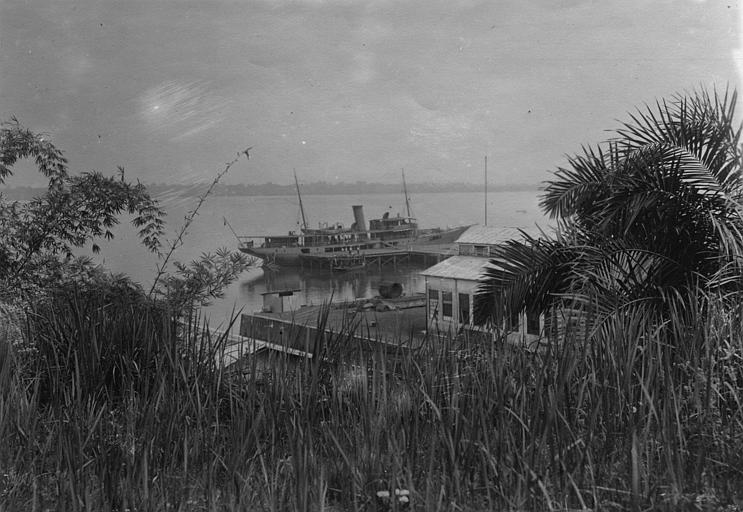
Photo du fleuve Cameroun (1916)

Cet article représente une chronologie de l'histoire de la ville de Douala, capitale économique du Cameroun.

## Avant leXIXesiècle
- 1472 : Les marins portugais explorent les bouches du Cameroun.
- XVIIIe siècle : Installation du peuple Douala sur les rives de l'embouchure du Wouri[1].
- 1792 : Début du règne de Bell I, Bélé ba Doo, fondation de la dynastie Manga Bell.

## XIXesiècle
- 1810 : Le capitaine anglais G.A. Robertson indique la situation de la cité de Cameroons à l'embouchure du Wouri[2].
- 10 juin 1840 : Signature d'un traité anglo-douala avec les King Bell et King Akwa, interdisant la traite des esclaves[3].
- 1843 : Mission baptiste du Jamaïcain Joseph Merrick.
- 1845 : Le missionnaire baptiste anglais Alfred Saker arrive sur les rives du Wouri (Cameroon Town).
- 8 juillet 1859 : Signature d'un nouveau traité anglo-douala, avec Huntchinson, Consul britannique à Fernando Póo.
- 1868 : La maison de commerce de Hambourg, Woermann-Linie relie le Cameroun.
- 1881 : La Woermann-Linie est autorisée à construire une factorerie à Deido.
- 14 juillet 1884 : Signature du traité germano-douala, marque la fondation de la colonie allemande du Kamerun.
- 1885 : Construction (1885-1890) d'un palais préfabriqué en fer pour le roi Ndumbe Lobe.
- 1886 : La mission protestante de Bâle remplace la mission de Londres.
- Février 1887 : Construction du bureau de poste colonial allemand.
- 1888 : Construction en mars d'une école sur le plateau de Joss. Scission entre l'église protestante de Bâle et les indigènes, Construction d'une nouvelle église par les indigènes dirigée par Josua Dibundu.
- 1890 : Les Allemands établissent un plan d'urbanisation de la ville.
- 1891 : Construction du siège du gouvernorat allemand.
- 1893 : Révolte des troupes allemandes composées d'anciens esclaves du Dahomey enrôlés dans l'armée allemande pour obtenir leur libération.
- 1896 : Construction de l'hôpital général.

## XXesiècle
- 1901 : Kamerunstadt prend le nom de Douala.
- 1905 : Construction du palais des rois Bell à Bonanjo.
- 1907 : La capitale du Kamerun allemand est transférée de Douala à Buéa.
- 1909 : Inauguration de la ligne de chemin de fer Banabéri-Nkongsamba.
- 1910 : Construction de la Villa Mandessi Bell.
- 1911 : Inauguration de la ligne de chemin de fer Douala-Edéa.
- 1913 : La ligne de chemin de fer est prolongée jusqu'à Eseka. Le plan d'urbanisation allemand est complété par les déplacements de populations vers New Deido, New Akwa et New Bell avec la création d'une zone libre de construction entre quartiers indigènes et européens.
- 1914 : Exécution du roi Rudolf Douala Manga Bell et de son secrétaire Ngosso Din le 8 août 1914[4]. En septembre les troupes britanniques prennent Douala. Construction du quartier de New Bell.
- Février 1917 : Louis-Ferdinand Céline est hospitalisé à Douala.
- 1919 : La ville est la capitale du Cameroun français.
- 1921 : La capitale du Cameroun français est transférée à Yaoundé.
- 1927 : Fondation du club de football Oryx Douala.
- 1928 : Construction du bâtiment de la Chambre de commerce de Douala.
- 1931 : Construction du Palais de justice de Douala. Établissement de la préfecture apostolique de Douala par l'Église catholique.
- 1er mai 1932 : création de l'Association syndicale des fonctionnaires et agents du Cameroun (ASFAC)[5].
- 1936 : Construction de la cathédrale Saint-Pierre-et-Saint-Paul de Douala.
- 1940 : Arrivée le 27 août du colonel Leclerc à Douala, le Cameroun français rallie la France Libre[6]. Discours radiodiffusé du général de Gaulle le 21 octobre à Douala « Nous serons présents à la victoire »[7].
- 1941 : La ville est érigée en commune mixte urbaine par arrêté du Gouverneur Pierre Cournarie rallié à la France Libre[8] le 25 juin. Premières émissions de Radio Douala.
- 1945 : répression de la révolte des travailleurs de Douala du 24 septembre dans le sang par les colons[9].
- 1948 : fondation des Brasseries du Cameroun.
- 1949 : création de la Société industrielle des cacaos et son usine d'extraction de beurre de cacao.
- 1951 : début de la construction du pont reliant Douala à Bonabéri sur le Wouri.
- 1955 : Manifestations en mai contre l’arrestation de militants indépendantistes. Inauguration du pont sur le Wouri le 19 mai.
- 1957 : Fondation du club de football de l'Union de Douala.
- 1958 : Construction du stade Akwa.
- 1960 : 1er janvier, la ville fait partie de la république du Cameroun.
- 1963 : Ouverture du centre culturel américain.
- 1964 : Ouverture du centre culturel français.
- 1965 : Le siège de l'Institut panafricain pour le développement Afrique Centrale s'installe à Douala.
- 1972 : Construction du stade de la Réunification. En février-mars, la ville accueille la Coupe d'Afrique des nations de football.
- 1974 : La ville a le statut de commune urbaine à régime spécial.
- 1977 : Mise en service de l'aéroport international de Douala.
- 1986 : Fondation du musée maritime de Bonanjo.
- 1987 : Création de la communauté urbaine de Douala.
- 1991 : Fondation du centre d'art : Doual'art.
- 1992 : Création d'une cinquième commune d'arrondissement : Douala V.
- 1993 : Fondation de l'université de Douala.

## XXIesiècle
- 2001 : Création de la bourse des valeurs de Douala.
- 2008 : La ville devient le chef-lieu de la région Littoral.
- 2017 : ouverture à la circulation du second pont sur le Wouri le 3 octobre[10].
- 2019 : Ouverture du Complexe multisports de Japoma (50 000 spectateurs).
- 2021 : La ville accueille la demi-finale du Championnat d'Afrique des nations de football 2020.